# Rivière Nahlin
La rivière Nahlin est une rivière située dans l'extrême nord-ouest de la Colombie-Britannique, au Canada, qui coule vers le nord-ouest pour rejoindre la rivière Sheslay, formant ainsi le début de la rivière Inklin, la principale fourche de rivière, au sud-est de la rivière Taku.